# Dianthus cachemiricus
Dianthus cachemiricus är en nejlikväxtart som beskrevs av Michael Pakenham Edgeworth och Joseph Dalton Hooker. Dianthus cachemiricus ingår i släktet nejlikor, och familjen nejlikväxter. Inga underarter finns listade i Catalogue of Life.